# Siergiej Piesjakow
Siergiej Aleksandrowicz Piesjakow (rus. Серге́й Александрович Песьяков, ur. 16 grudnia 1988) – rosyjski piłkarz występujący na pozycji bramkarza. Od 2017 jest zawodnikiem FK Rostów.

## Kariera

### Klubowa
15 października 2006 roku Piesjakow zaliczył swój debiut dla Szynnika Jarosław w przegranym 0-2 meczu ligi rosyjskiej z Krylją Sowietow Samara. Siergiej miał wtedy 17 lat 9 miesięcy i 29 dni.
W sezonie 2012/2013 Siergiej zagrał w 2 meczach Spartaka w Lidze Mistrzów. 2 października 2012 roku, podczas przegranego 2-1 debiutu z Celticiem Rosjanin obronił rzut karny wykonywany przez Krisa Commonsa. Drugi mecz Piesjakow zagrał również przeciwko Celticowi, a jego klub tym razem przegrał 2:3. Jego drużyna odpadła z rozgrywek już w fazie grupowej zajmując 4 miejsce z 3 punktami w grupie G.
W następnym sezonie zawodnik zanotował 2 występy w Lidze Europy.
12 sierpnia 2015 roku Piesjakow poszedł na wypożyczenie do Anży Machaczkała on 12 August 2015. Wypożyczenie to miało trwać cały sezon, jednakże klub zakończył je 29 grudnia 2015 roku.

### Reprezentacyjna
Piesjakow był częścią reprezentacji Rosji U-21 w kwalifikacjach do Mistrzostw Europy U-21 2011, ale jego drużynie nie udało się zakwalifikować. W reprezentacji B Rosji zadebiutował 10 października 2011 roku.